# Madlib
Madlib (* 24. Oktober 1973 in Oxnard, Kalifornien; bürgerlich Otis Jackson Jr.) ist ein in Los Angeles lebender DJ, Produzent, Rapper und Multiinstrumentalist. Er tritt dabei unter einer Vielzahl von Pseudonymen in Erscheinung, darunter Quasimoto, Yesterdays New Quintet, The Loopdigga, DJ Rels oder The Beat Konducta, sowie als Gruppenmitglied von Lootpack. Gleichermaßen arbeitete Madlib mit verschiedenen Künstlern unter weiteren Namen zusammen, so etwa gemeinsam mit MF DOOM als Madvillain oder mit J Dilla als Jaylib. Sein äußerst vielfältiges Stilrepertoire umfasst Jazz, Funk, Soul über Hip-Hop bis hin zu brasilianischer Musik. Madlibs jüngerer Bruder Oh No ist ebenfalls Rapper und Produzent.

## Biografie
Jackson wuchs als Kind der Musiker Otis und Seneca Jackson in Oxnard, Südkalifornien auf. Früh zog er nach Los Angeles, weil es in Oxnard keine Hip-Hop-Szene gab, mit der er etwas anfangen konnte. Später traf er dann auf Peanut Butter Wolf, der ihm prompt einen Vertrag gab und ihm in Sachen Kreativität keine Grenzen setzte. Seine erste Veröffentlichung hatte er als noch sehr ungelenker MC auf der Maxi „Throw ’Em Up“ der Gruppe Hood 2 No Good. Die ersten größeren Veröffentlichungen erfolgten als MC und Produzent für Lootpack.
Seine erste Albumveröffentlichung im Jahr 2000 unter dem Namen Quasimoto, The Unseen, erregte Aufsehen bei Kritikern. Bei der Entstehung rappte er über verlangsamte Beats, die Aufnahme wurde später wieder beschleunigt, so dass seine Stimme künstlich hoch und schnell klingt. Madlib erörterte in einem Interview mit dem Hip-Hop-Magazin Juice, dass seine Freunde ihn aufgrund seiner tiefen Stimme scherzhaft „Hip-hop's Barry White“ nennen. Da er seine natürliche Tonlage selbst nicht besonders leiden könne, kam er auf die Idee sie zu pitchen.
2001 kam das erste Album, das zwar weiterhin Hip-Hop-Elemente besaß, im Grundsatz aber ein Jazz-Album ist. Als Yesterdays New Quintet veröffentlichte er Angles Without Edges. Die Gruppe besteht laut Cover aus fünf Mitgliedern: Ahmad Miller, Monk Hughes, Malik Flavors, Joe McDuphrey, und Otis Jackson Jr., sein bürgerlicher Name. Er benutzte die fiktiven Musiker später um unter deren Namen Tribute-Alben für andere Künstler aufzunehmen.

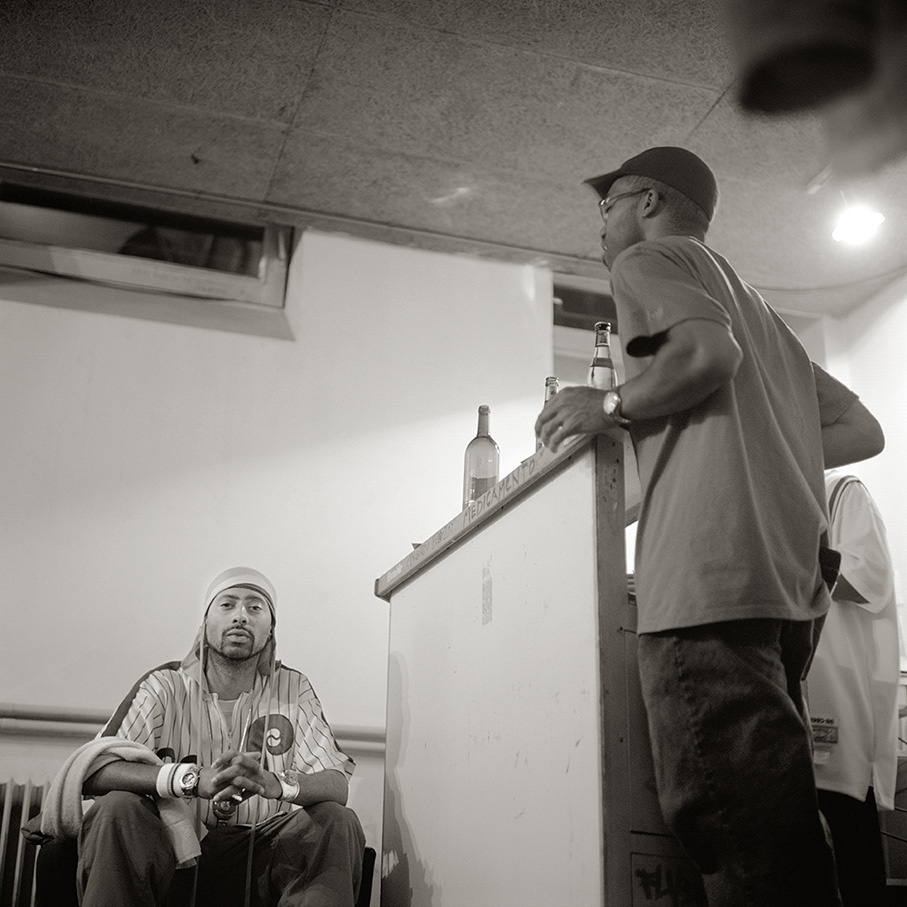
Madlib and J Rocc in Köln 2003

Als DJ veröffentlichte er 2002 eine Sammlung alter Dub- und Reggae-Tracks (Blunted in the Bomb Shelter) und 2003 einen Remix von Blue-Note-Records-Veröffentlichungen (Shades of Blue). Im selben Jahr folgten wiederum zwei Hip-Hop-Kooperationen. Einmal zusammen mit J Dilla als Jaylib und mit MF DOOM als Madvillain, wobei die zweite kommerziell erfolgreicher war und auch größeren Anklang bei Kritikern fand.
Im März 2014 folgte Piñata, ein Kollaborationsalbum mit dem Rapper Freddie Gibbs.
Madlib war ein Vorbild für den deutschen Rapper Marteria.

## Diskografie (Auswahl)
- Lootpack – Ill Psyche Move (EP) (1995)
- Lootpack – The Anthem (EP) (1998)
- Lootpack – Soundpieces: Da Antidote (1999)
- Quasimoto – The Unseen (2000)
- Madlib – Madlib Remixes (EP) (2000)
- Yesterdays New Quintet – Elle's Theme (EP) (2001)
- Yesterdays New Quintet – Uno Esta (EP) (2001)
- Yesterdays New Quintet – Angles Without Edges (2001)
- Declaime – Andsoitisaid (8 Stücke als Produzent) (2001)
- The Loopdigga – The Beat Conductor Doppel 7" (2001)
- Quasimoto – Astronaut (EP) (2002)
- Joe McDuphrey Experience – Experience (EP) (2002)
- Madlib – Blunted in the Bomb Shelter Mix (Mix) (2002)
- Ahmad Miller – Ahmad's First (EP) (2003)
- Yesterdays New Quintet – Suite for Weldon (EP) (2003)
- Wildchild – Secondary Protocol (6 Stücke als Produzent) (2003)
- Madlib – Shades of Blue (2003)
- Dudley Perkins – A Lil' Light (als Produzent) (2003)
- Jaylib – Champion Sound (2003)
- Madvillain – Madvillainy (2004)
- Yesterdays New Quintet – Stevie (2004)
- Malik Flavors – Ugly Beauty (EP) (2004)
- Quasimoto – The Unseen (LP) (2004)
- Monk Hughes & The Outer Realm – Tribute To Brother Weldon (2004)
- Oh No – The Disrupt (5 Stücke als Produzent) (2004)
- Madlib – Madlib Remixes 2 (EP) (2004)
- Quasimoto – The Further Adventures of Lord Quas (2005)
- MED – Push Comes To Shove (11 Stücke als Produzent) (2005)
- Sound Directions – The Funky Side of Life (2005)
- Madlib – Beat Konducta Vol. 1-2: Movie Scenes (2006)
- Talib Kweli – Liberation (als Produzent) (2006)
- Madlib – Beat Konducta Vol 3 & 4: Beat Konducta in India (2007)
- Otis Jackson Jr Trio – Jewelz (EP) (2007)
- Yesterdays New Quintet – Yesterday's Universe (2007)
- Percee P – Perseverance: The Remix CD (als Produzent) (2008)
- Jackson Conti – Sujinho (mit Azymuth)(2008)
- WLIP AM: KING OF THE WIGFLIP (Als Produzent) (2008)
- Madlib – Beat Konducta Vol 5 & 6: Dil Cosby & Dil Withers Suite (2008)
- Strong Arm Steady – In Search Of Stoney Jackson (als Produzent) (2010)
- Quasimoto – Yessir, Whatever (2013)
- Freddie Gibbs & Madlib – Pinata (2014)
- Freddie Gibbs & Madlib – Bandana (2019)
- Madlib – Sound Ancestors (2021)